# YTV (TVチャンネル)
YTV（ワイティーヴィ）は、コーラス・エンターテイメントの子会社であるYTVカナダが運営するカナダのアニメ専門チャンネルである。

## 概要
2013年現在、カナダ国内で1,100万世帯以上の視聴可能世帯を抱えるチャンネル。
編成の特徴として、自社制作及びニコロデオンやカートゥーン ネットワークなどの他局制作のアニメーション、ドラマ、子供向け番組を中心に編成されている。「YTV」という名前は、開局当初は「Youth Television」（青少年テレビ）の略として放送上でもアピールしていたが、後のリニューアルによる影響か、現在一切略称について公式から触れることは無い。

## 番組
※これまでに放送された番組も含む。
- スポンジ・ボブ
- ザ・ラウド・ハウス
- びっくりスケアリー
- サイドキック
- レゴ ニンジャゴー
- サムとマックスの冒険：フリーランスの警察
- リブート
- キッドvsキャット
- ビーストウォーズ 超生命体トランスフォーマー
- 笑撃のナムチャックス!
- オルモストネイケドアニマルス
- 放課後エージェントオーサム
- あっちいって ユニコーン!
- ゴーイング、ゴーイング、ゴング！